# Olympische Winterspiele 1998/Teilnehmer (Island)
| Gelbes Symbol für Goldmedaillen mit stilisierten Olympischen Ringen | Graues Symbol für Silbermedaillen mit stilisierten Olympischen Ringen | Braundes Symbol für Bronzemedaillen mit stilisierten Olympischen Ringen |
| ------------------------------------------------------------------- | --------------------------------------------------------------------- | ----------------------------------------------------------------------- |
| —                                                                   | —                                                                     | —                                                                       |

Island nahm an den Olympischen Winterspielen 1998 zum 13. Mal an Olympischen Winterspielen teil. Nach Nagano entsandte das Land eine Delegation von sieben Athleten, die alle im Ski Alpin antraten.
Fahnenträgerin bei der Eröffnungsfeier war Theódóra Mathiesen.

## Übersicht der Athleten

### Ski Alpin
Frauen
- Theódóra Mathiesen
Riesenslalom: DNF
Slalom: DNF

- Sigríður Þorláksdóttir
Slalom: DNF

- Brynja Þorsteinsdóttir
Riesenslalom: DNF
Slalom: DNF
Kombination: DNF

Männer
- Haukur Arnórsson
Riesenslalom: DNF
Slalom: DNF

- Kristinn Björnsson
Riesenslalom: DNF
Slalom: DNF

- Sveinn Brynjólfsson
Slalom: 25. Platz

- Arnór Gunnarsson
Slalom: DNF